# Штофная лавка
Штофная лавка — питейное заведение в Российской империи, где спиртные напитки продавались в розницу в запечатанных бутылках-штофах навынос (однако распивочная продажа разрешалась с приобретением патента[уточнить]). Штофные лавки зачастую представляли собой мелочные или фруктовые лавки, где продажа спиртного была попутной статьей дохода.
Штофные лавки, наряду с ведёрными, были учреждены повелением от 3 августа 1818 года. В 1860-х и 1870-х годах правительство целенаправленно вело политику обособления торговли спиртными напитками от других видов торговли для упрощения взимания налогов. В результате штофные лавки практически исчезли, их вытеснили другие заведения «низшего» разряда — кабаки.